# Red-River-Rebellion

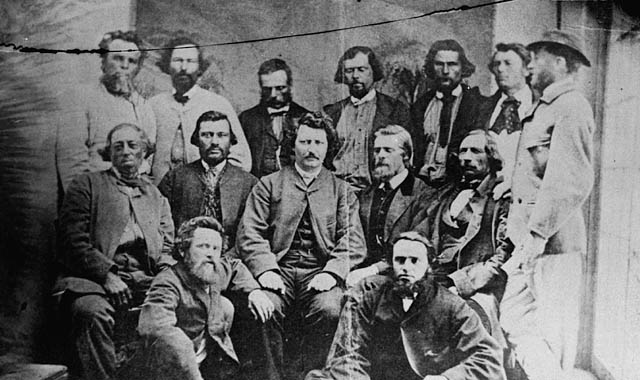
Erster Erfolg der Métis-Revolution: die provisorische Regierung um Louis Riel (1869)

Die Red-River-Rebellion (englisch auch „Red River Resistance“ genannt, dt. „Red-River-Widerstandsbewegung“) beschreibt eine Folge von Ereignissen 1869 im mittleren Teil Kanadas, die 1870 zur Bildung einer eigenständigen Provinz, Red-River-Kolonie, innerhalb der kanadischen Föderation führte. Sie betraf das Gebiet des nördlichen Roten Flusses (Red River), heute Teil der kanadischen Provinz Manitoba. Im Kern war die Rebellion eine Bewegung des im Red-River-Gebiet lebenden Mischvolks der Métis, sowie von (wie die Métis vorwiegend katholischen und frankophonen) europäisch-stämmigen Altsiedlern gegen Übergriffe der angelsächsisch orientierten kanadischen Zentralregierung und angelsächsischer Neusiedler.

## Hintergrund

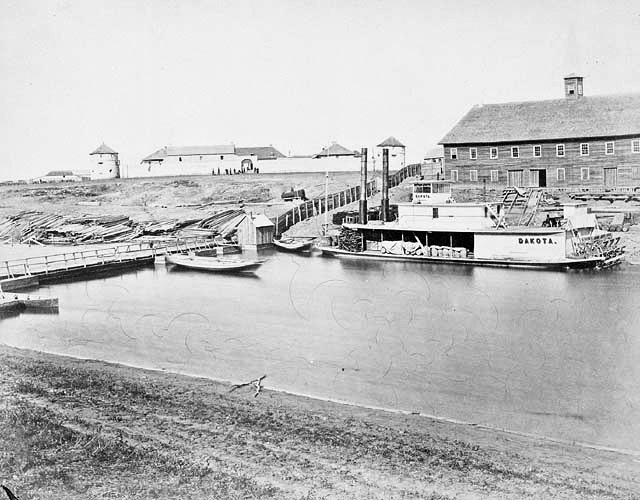
Fort Garry circa 1872

Die Métis sind Nachfahren europäischer Pelzhändler – insbesondere aus Frankreich, England und Schottland – und Frauen indianischer Abstammung. Der überwiegende Teil von ihnen spricht Michif oder Französisch und ist römisch-katholisch. Die meisten Métis lebten in der ersten Hälfte des 19. Jahrhunderts im kanadischen Teil der Great Plains, heute die südlichen Teile der Provinzen Manitoba, Saskatchewan und Alberta. Sie betrieben kleinflächige Landwirtschaft im alten Stil der französischen Einwanderer, meist auf schmalen, von Flussufern aufstrebenden Farmen. Die zweite Stütze ihrer Wirtschaft waren die Büffeljagd und der Verkauf von aus Büffelfleisch gewonnenem Pemmikan an die Hudson’s Bay Company (HBC).
Auf dem Siedlungsgebiet gründete die HBC 1811 die Red-River-Kolonie. Es siedelten sich zunächst nur einige Farmer aus Schottland an. Die wenigen Europäer, Métis und Plains-Indianer (hauptsächlich Cree und Assiniboine) kamen ohne nennenswerte Konflikte miteinander aus. Seit dem Wiederaufbau von Upper Fort Garry (heute Downtown Winnipeg) 1836 am Zusammenfluss des Assiniboine und des Red Rivers avancierte der Handelsposten zum Hauptstützpunkt der HBC und die umliegenden Siedlungen der Métis wurden gleichzeitig das Zentrum deren kulturellen Lebens.

„Die Menschen hatten damals gelernt, auf der Basis von Freundschaft und Freundlichkeit miteinander auszukommen; folglich war es kein schwieriges Unterfangen, einen Streit zwischen zwei Individuen beizulegen. Die Regierung hing zu der Zeit vorwiegend von dem ruhigen, friedvollen und zufriedenen Charakter der Menschen ab, die Recht und Gesetz streng befolgten, sodass keine strengen Maßnahmen erforderlich waren,“

berichtete der Journalist Alexander Begg aus Québec.
Die HBC erfüllte in dem Gebiet regierungsähnliche Aufgaben, stellte zahlreiche Métis zum Schutz ihres Einzugsgebiets als paramilitärische Organisation an und unterstützte die ca. 13.000 Siedler finanziell bei der Heuschreckenplage 1869. Anders als im Nordwesten Kanadas litten die Bewohner nicht unter strengen Regierungsvorschriften und zahlten relativ geringe Steuern.
In den 1860ern drängten aber verstärkt Neusiedler aus dem protestantischen und englischsprachigen Ontario auf die nördlichen Plains. Die 1867 gegründete Canadian Dominion kaufte im November 1869 Ruperts Land für 300.000 £ von der HBC. Zu dem erworbenen Gebiet gehörte auch die Red-River-Kolonie. Es kam vermehrt zu ethnischen und religiösen Feindseligkeiten, die Métis waren zunehmend empört und fürchteten um ihre Zukunft. Alexander Begg trieb Geschäfte mit der HBC und beschrieb deswegen die Lage nicht ganz unvorbelastet:
„Wären die Siedler der einzige Umgang der Hudson’s Bay Company gewesen, hätte es ungetrübt so weitergehen können; aber es kamen Gruppen von auswärts zum Red River, säten Unzufriedenheit unter den Bewohnern. […] Die Regierung von Assiniboia stellte sich als schwach heraus. […] Gewalt schien unausweichlich, das heilige Gesetz durchzusetzen; weil es aber nicht in den Möglichkeiten der Hudons’s Bay Company lag, die Oberhand zu gewinnen […], musste man sich zu einem beträchtlichen Teil auf skrupellose Männer verlassen, die für Aufregung und Tumulte unter den an sich so friedliebenden und ruhigen Menschen des Landes sorgten.“

## Die provisorische Regierung
Im Juli 1869 ordnete der kanadische Minister für öffentliche Aufgaben William McDougall unter Premierminister John Macdonald die Vermessung der Red-River-Kolonie an. Der Minister war ein kanadischer Nationalist und Förderer der Neusiedler. Als dann im September zudem seine Ernennung zum Gouverneur der von der HBC neu erworbenen Gebiete zum 1. Dezember bekanntgegeben wurde, stoppten die Métis unter Louis Riel am 11. Oktober die Landvermesser und gründeten eine Woche später das Comité National des Métis de la Rivière Rouge mit John Bruce als Präsident und Riel als Sekretär.
In der Folge wurde Riel am 25. Oktober vor den Rat von Assiniboia zitiert, das Verwaltungsgremium der HBC für die Red-River-Kolonie. Er erklärte, dass sein Komitee keinem Gouverneur Zutritt zum Red River gewähren würde, bis die Bedingungen der Vereinigung mit Kanada mit den Métis und der restlichen Bevölkerung des Gebiets geklärt worden seien. Am 2. November wurde McDougall beim Versuch, zum Red River vorzudringen, von bewaffneten Métis zur Umkehr gezwungen. Am gleichen Tag nahm Riel mit 400 Mann widerstandslos Upper Fort Garry ein und übernahm damit die Kontrolle über die Red-River-Kolonie.
Riel versuchte danach, die Bevölkerungsgruppen am Red River zu einen, und veröffentlichte eine Liste von Bedingungen für den Beitritt des Red River zu Kanada, die auch weite Teile der protestantischen Bevölkerung überzeugen konnte. Eine Gruppe von Neusiedlern unter dem Händler und Grundbesitzer John Schultz sowie dem Leiter der Vermessung John Dennis opponierte allerdings entschieden. Sie versuchten auf Anweisung McDougalls, unter der englischsprachigen Bevölkerung Mannschaften für den Widerstand gegen Riel zu rekrutieren, fanden aber nur wenig Unterstützung und Dennis zog sich nach Lower Fort Garry am Winnipegsee zurück. Schultz dagegen verblieb mit einer Truppe von etwa 50 Mann auf seinen Besitzungen bei Upper Fort Garry, unter ihnen Thomas Scott. Am 7. Dezember mussten sie sich aber Riels Männern ergeben und wurden inhaftiert.
Am 8. Dezember gründeten die Métis die provisorische Provinzregierung mit Bruce als Präsident. Premier Macdonald schien währenddessen die Lage am Red River zwar nicht in ihrem vollen Umfang wahrzunehmen, unterstützte aber eine Amnestie für alle Rebellen, die ihre Waffen niederlegen würden, und entsandte eine Delegation, bestehend aus Abbé Jean-Baptiste Thibault und Colonel de Salaberry. Riel übernahm am 27. Dezember die Präsidentschaft, und als er am 6. Januar 1870 die Emissäre traf, wurde klar, dass diese keine Legitimation für Vereinbarungen mit der kanadischen Regierung besaßen. Thibault konnte von Riel und den ihm beistehenden katholischen Geistlichen von den Positionen der Métis überzeugt werden.
Der zwischenzeitlich mit größeren Kompetenzen entsandte Vertreter der HBC, Donald Smith, stand der Sache der Métis weniger freundlich gegenüber. Nachdem er aber erfolglos versucht hatte, die Provisorische Regierung mit Geld- und Postenversprechen zur Aufgabe zu bewegen, konnte man sich mit ihm und den Anglo-Métis sowie den schottischen Siedlern auf die Entsendung einer Delegation zur Verhandlung einer leicht modifizierten Forderungsliste nach Ottawa einigen.

## Die Hinrichtung Scotts
Im Januar 1870 konnten Schultz, Scott und einige Gefolgsleute der Gefangenschaft in Upper Fort Garry entfliehen. In Portage la Prairie zogen sie den Kommandeur Charles Boulton auf ihre Seite und mit ihm gegen Upper Fort Garry. Während Schultz sich in Richtung Ontario absetzen konnte, wurde der Rest von den Métis am 17. Februar erneut gefangen genommen. Nach diesem zweiten Angriff auf die Provisorische Regierung wurde Boulton als dessen Anführer zum Tod verurteilt. Verschiedene Seiten bemühten sich aber bei Riel um Milde, und als Smith versprach, bei den englischsprachigen Siedlern für deren Teilnahme an der neuen Provinzregierung einzutreten, wurde das Urteil wieder aufgehoben.
Der gefangene Scott schien dies unterdessen als Schwäche zu interpretieren, pöbelte hemmungslos gegen seine Wachen und drohte, Riel nach seiner Befreiung umzubringen. Nachdem er mehrfach verwarnt worden war, verurteilte eine vierköpfige Jury unter dem Vorsitz von Ambroise-Dydime Lépine ihn wegen fortwährender Gehorsamsverweigerung zum Tod. Interventionen bei Riel konnten keine weitere Urteilsaufhebung oder Begnadigung bewirken, und am 4. März wurde Scott exekutiert. Während man am Red River Scott bald vergessen hatte, führte die Nachricht von seiner Hinrichtung in Ontario zu einem Aufruhr in der Bevölkerung.

## Manitoba Act
Am 15. März erklärte die kanadische Regierung die Forderungsliste für verhandlungswürdig und lud die provisorische Regierung telegrafisch ein, eine Delegation zu Verhandlungen nach Ottawa zu entsenden, die eine Woche später aufbrach. Alle noch inhaftierten Aufrührer wurden auf dieses Einlenken Kanadas hin freigelassen.
Schultz erreichte unterdessen Toronto Anfang April und schürte die öffentliche Aufregung um die „Ermordung des heroischen Scott“ mit einer Gruppe namens Canada First. Der Empfang einer Delegation der für das Schicksal Scotts verantwortlichen provisorischen Regierung war aus dieser Sicht natürlich ein Skandal, und so wurden die Emissäre bei ihrem Eintreffen in Ottawa zunächst festgenommen, kurz darauf aber wieder freigelassen.
Ende April begann man mit Verhandlungen und wurde sich bald in den meisten Punkten einig, vor allem über Englisch und Französisch als gleichberechtigte Amtssprachen einer neuen Provinz Manitoba und die Sicherung der Landrechte aller Bewohner des Red River. Nur eine Generalamnestie für die Rebellen konnte wohl wegen der öffentlichen Stimmung in Ontario nicht erreicht werden. Es blieb bei mündlichen Zusagen, sich für eine Amnestie einzusetzen. Am 12. Mai wurden die Vereinbarungen als Manitoba Act vom Parlament verabschiedet.

## Red-River-Expedition
Nach der Verabschiedung des Manitoba Act wurde im Mai eine militärische Expedition unter Oberst Garnet Joseph Wolseley an den Red River entsandt, die sogenannte Wolseley Expedition oder Red-River-Expedition. Die auch als „Friedensmission“ bezeichnete Unternehmung sollte die Autorität Kanadas in der neuen Provinz demonstrieren und auch Bestrebungen Minnesotas unterbinden, das Gebiet zu annektieren.
Wolseleys Expedition bestand aus insgesamt 1.400 Mann: einem Bataillon des King’s Royal Rifle Corps, zwei Bataillonen kanadischer Miliz, dem 1st Ontario und dem 2nd Quebec Rifles, welche speziell für diese Expedition gebildet wurden, und einigen Royal Engineers. Dazu wählte er die fähigsten Offiziere der British Army, die er kannte. Diese bildeten den Grundstock des späteren „Ashanti-Rings“.
Von Toronto aus marschierte die Truppe am 14. Mai 1870 zur Georgian Bay und weiter per Schiff über den Lake Huron und den Lake Superior zum Fort William. Von da aus fuhr Wolseley mit kleinen Booten zum Lake Shebandewon und weiter westwärts über Fort Frances, bis schließlich, nach 1.148 Meilen, am 24. August Fort Garry erreicht wurde.
Die Métis räumten Upper Fort Garry noch vor Wolseleys Eintreffen. Eine Amnestie für die Provisorische Regierung war immer noch nicht ausgesprochen worden und Wolseleys Truppen bestanden zum großen Teil aus Milizen aus Toronto, von denen es hieß, dass sie Riel lynchen wollten. Die Provisorische Regierung löste sich mit dem Rückzug aus Upper Fort Garry auf und Riel entkam über die südliche Grenze nach Montana.

## Nachspiel
Im Unruhegebiet entstand 1870 auf Grundlage des Manitoba-Acts die neue Provinz Manitoba, deren Rechtsordnung die Interessen von Englisch- und Französischsprachigen, Indianern und Métis, Katholiken und Protestanten sicherte. In den Jahren nach der Red-River-Rebellion folgten die Métis den zurückgehenden Büffel-Beständen gen Westen und verließen den Red-River-District.
Louis Riel wurde eine Amnestie verweigert. Den Sitz im Parlament, in das er mehrfach gewählt wurde, konnte er deshalb nie wahrnehmen, verblieb im Exil in den USA und wurde 1883 in Montana US-Staatsbürger. 1885 führte Riel die Nordwest-Rebellion der Métis, die erneut eine eigene Provinz anstrebten, die jedoch mit Hilfe der neuen Transkontinentalstrecke sehr schnell militärisch niedergeschlagen wurde. Am 16. November 1885 wurde Riel wegen Hochverrats hingerichtet.
Im heutigen Kanada leben etwa 300.000 Métis, zu einer eigenständigen politischen Organisation haben sie nach den beiden Rebellionen aber nie wiedergefunden.